# ヴラディミル・ドゥルコヴィッチ
ヴラディミル・ドゥルコヴィッチ（セルビア語: Владимир Дурковић, ラテン文字転写: Vladimir Durković、1937年11月6日 - 1972年6月22日）は、セルビア（旧ユーゴスラビア）の元サッカー選手。ポジションはディフェンダー。

## 経歴
レッドスター・ベオグラード史上に残る右サイドバック。ユーゴスラビア代表でも1959年から1966年までの50試合に出場した。
1972年6月22日、FCシオンの選手としてSCバスティア戦に出場した後、バスティアのゴールキーパーでありユーゴスラビア代表のチームメイトでもあったイリヤ・パンテリッチと共に入ったシオンのナイトクラブでトラブルに巻きこまれたパンテリッチを庇い、泥酔した警察官に射殺された。